# Apr (自動車事業)
株式会社エー・ピー・アール（英: apr co., ltd.）は、神奈川県厚木市に本社を置く日本の企業。モータースポーツ関連事業を主力とし、自動車用パーツや2輪車用パーツの製造販売も行なっている。

## 概要
元々アペックスのレース部門であった（名義も"アペックス"）が、同社の事業拡大に伴い、2000年に株式会社として完全に独立し、その際に"apr"と名付けられた。そのため本記事では、"アペックス"時代も含めて記述する。
2000年からトヨタのセミワークスチームとして、JGTC〜SUPER GTのGT300クラスで活動している。ただしトヨタ一辺倒ではなく、いちプライベーターチームとして他社マシンの運用を並行して行うこともある。1999年、2002年、2005年、2007年にチャンピオンを獲得している。
歴代の運用マシンにミッドシップエンジン車が非常に多いのが特徴である。
初代社長であり2021年現在もチーム代表の金曽は、つちやエンジニアリングの土屋春雄の下に、押しかけ弟子として下積みしていた時期がある。

## レース活動

### 黎明期
1996年と1997年に日産・スカイラインGT-Rで参戦。1996年は第6戦からの参戦だが、デビュー戦でいきなり3位を獲得し最終戦で2位を獲得する活躍を見せた（シリーズ6位）。
1997年はフル参戦しシリーズ5位を獲得。翌年からの全日本GT選手権への参戦により、スーパーN1耐久への参戦は終了となった。

### JGTC〜SUPER GT
1998年からJGTC（全日本GT選手権）のGT300クラス（2005年よりSUPER GT）に、コンストラクターとしてトヨタ・MR2で参戦を開始。1999年にチャンピオンとなった翌年以降、TRDの支援を受けながらマシン開発を行うこととなる。
2006～2007年にディズニー映画の「トイ・ストーリー」、2008年には同じく「カーズ」とコラボレーションしたトヨタ・MR-Sを参戦させた。
2001年からはARTAのGT300チームのオペレーションも担当。2003年にはガライヤでの参戦に伴い同車のGT300マシンの設計・開発も担った。2010年シーズン終了を持ってARTAとの契約を終了している。
2012年は、SUPER GT初のハイブリッドカーとなるトヨタ・プリウスとアウディ・R8 LMS ultraの2台体制で参戦。
2013年は、第3戦までは前年同様プリウスとR8の2台体制で参戦していたが、ボンズレーシングが2戦のみで活動休止したことから、第4戦からはR8の代わりに同チームの参戦車両である日産・GT-R NISMO GT3を引き継いで、2015年まで参戦した。このGT-Rには、スポンサー企業の意向の下に、GTAの特認を受けた上でADAS（先進運転支援システム）の開発機器が組み込まれていた。
2016年は市販車の新型プリウス登場に伴い、プリウスを2台体制化。31号車は従来のスーパーキャパシタ、30号車はリチウムイオン電池とバッテリーの仕様を分けている。また同時にトヨタカローラ三重社長の永井宏明がドライバーに就任し、社員メカニックの研修も並行することになった。
2019年は車両規則変更に伴いベース車両をプリウスPHV GR SPORTに変更、エンジン搭載位置がミッドシップからフロントとなった。またこのエンジン・コンポーネントを流用して、他のGT300チームが使うためのGRスープラ、GR86も開発している。
2020年にはスーパー耐久にもレクサス・RC F GT3で復帰。ST-Xクラスに参戦する。
2021年 第6戦 オートポリスでプリウスPHVでの初勝利を飾る。
2022年は30号車はベース車両がGR86に変更。また31号車の車両名称がapr GR SPORT PRIUS GTに変更された。
2023年は31号車はベース車両がレクサス・LC500hに変更。車両名称はapr LC500h GTとなった。

### 全日本GT選手権・SUPER GT
| 年度   | マシン | マシン | ドライバー                                                                                    | 最終成績                  |
| ------ | ------ | --- | --------------------------------------------------------------------------------------------- | ------------------------- |
| 1998年 | No.44  | アペックスDLモモコルセMR2                                                                                    | 新田守男 水野昇太（Rd.1-3） → ピーター・ダンブレック（Rd.4-7）                                | 3位 （新田のみ）          |
| 1999年 | No.25  | モモコルセ・アペックスMR2                                                                                    | 新田守男 菊地靖（Rd.1） → 高木真一（Rd.2-All star）                                           | チャンピオン （新田のみ） |
| 2000年 | No.31  | スーパーオートバックス アペックスMR-S                                                                        | 新田守男 五十嵐勇大（Rd.1-3） → 高木真一（Rd.4-6）                                            | 7位 （新田のみ）          |
| 2001年 | No.31  | ARTAアペックスMR-S                                                                                           | 新田守男 高木真一                                                                             | 7位                       |
| 2001年 | No.71  | シグマMR-S（Rd.1,3-7）                                                                                       | Guts城内 田嶋栄一                                                                             | 14位                      |
| 2001年 | No.360 | ダンテール・フェラーリ360GT（Rd.1-3） → ダンテールフェラーリ360ウェディング（SPL.-Rd.7）                     | 佐々木孝太 西澤誠剛                                                                           | 23位                      |
| 2002年 | No.31  | ARTAアペックスMR-S                                                                                           | 新田守男 高木真一                                                                             | チャンピオン              |
| 2002年 | No.360 | ダンテール・フェラーリ                                                                                       | 西澤誠剛 佐々木孝太                                                                           | ―                         |
| 2003年 | No.31  | RECKLESS MR-S                                                                                                | 佐々木孝太 後藤聡                                                                             | 5位                       |
| 2003年 | No.34  | DENTAIRE MR-S                                                                                                | 西澤誠剛 松田晃司                                                                             | 22位                      |
| 2003年 | No.43  | ARTA Garaiya                                                                                                 | 新田守男 高木真一                                                                             | 7位                       |
| 2004年 | No.30  | RECKLESS MR-S                                                                                                | 佐々木孝太 後藤聡                                                                             | 8位                       |
| 2004年 | No.31  | A'PEX i-mobisess MR-S                                                                                        | 田中実 松田晃司                                                                               | 15位                      |
| 2004年 | No.43  | ARTA Garaiya                                                                                                 | 新田守男 高木真一                                                                             | 2位                       |
| 2005年 | No.30  | RECKLESS MR-S                                                                                                | 佐々木孝太 山野哲也                                                                           | チャンピオン              |
| 2005年 | No.31  | APEXERA MR-S（Rd.1-3） → 吉兆宝山MR-S（Rd.4-8）                                                              | 田中実 中嶋一貴                                                                               | 8位                       |
| 2005年 | No.43  | ARTA Garaiya                                                                                                 | 新田守男 高木真一                                                                             | 3位                       |
| 2006年 | No.101 | TOYSTORY Racing MR-S                                                                                         | 新田守男 高木真一                                                                             | 5位                       |
| 2006年 | No.777 | 梁山泊 apr MR-S                                                                                              | 田中実 大嶋和也 小林敬一（Rd.6）                                                              | 15位                      |
| 2007年 | No.31  | apr MR-S（Rd1-4） → DOUBLEHEAD apr MR-S（Rd.5-9）                                                            | 峰尾恭輔 坂本雄也                                                                             | 18位                      |
| 2007年 | No.43  | ARTA Garaiya                                                                                                 | 新田守男 高木真一                                                                             | 4位                       |
| 2007年 | No.101 | TOYSTORY Racing apr MR-S                                                                                     | 大嶋和也 石浦宏明                                                                             | チャンピオン              |
| 2008年 | No.31  | DOUBLEHEAD avex apr MR-S（Rd.1-5.7-9）                                                                       | 峰尾恭輔 坂本雄也                                                                             | 10位                      |
| 2008年 | No.43  | ARTA Garaiya                                                                                                 | 新田守男 高木真一 峰尾恭輔（Rd.6）                                                            | 2位                       |
| 2008年 | No.95  | ライトニングマックイーン apr MR-S（Rd.1-3,5-9） → apr MR-S（Rd.4）                                           | 平手晃平（Rd.1-5,8,9） → 大嶋和也（Rd.6） → 山内英輝（Rd.7） 国本京佑 坂本雄也（Rd.6）        | 9位（国本のみ）           |
| 2009年 | No.31  | avex apr COROLLA Axio                                                                                        | 坂本雄也 山内英輝（Rd.1-4） → 峰尾恭輔（Rd.5-9） Takamori.com（Rd.6）                         | 11位（坂本のみ）          |
| 2009年 | No.43  | ARTA Garaiya                                                                                                 | 新田守男 高木真一                                                                             | 5位                       |
| 2009年 | No.74  | COROLLA Axio apr GT                                                                                          | 井口卓人 国本雄資                                                                             | 10位                      |
| 2010年 | No.31  | apr COROLLA Axio（Rd.1,2) → エヴァンゲリオンRT 初号機カローラ(Rd.3-8） → MAGICAL CARBON apr Axio（All star） | 嵯峨宏紀 松浦孝亮 坂本雄也（Rd.6）                                                            | 10位                      |
| 2010年 | No.43  | ARTA Garaiya                                                                                                 | 新田守男 高木真一 峰尾恭輔（Rd.6）                                                            | 2位                       |
| 2010年 | No.74  | COROLLA Axio apr GT                                                                                          | 井口卓人 国本雄資                                                                             | 4位                       |
| 2011年 | No.31  | ハセプロMA イワサキ apr カローラ                                                                             | 嵯峨宏紀 岩崎祐貴                                                                             | 16位                      |
| 2011年 | No.74  | COROLLA Axio apr GT                                                                                          | 新田守男 国本雄資                                                                             | 7位                       |
| 2012年 | No.30  | IWASAKI MODAクロコ apr R8                                                                                    | 岩崎祐貴 坂本雄也 小林賢二（Rd.5)                                                             | 19位                      |
| 2012年 | No.31  | apr HASEPRO PRIUS GT                                                                                         | 新田守男 嵯峨宏紀 中山雄一（Rd.5）                                                            | 10位                      |
| 2013年 | No.30  | IWASAKI apr R8（Rd.1-3） → IWASAKI OGT Racing GT-R（Rd.4-FSC）                                               | 岩崎祐貴 ファイルーズ・ファウジー（Rd.1,2） → イゴール・スシュコ（Rd.3-FSC） 小林賢二（Rd2,5) | 18位                      |
| 2013年 | No.31  | Panasonic apr PRIUS GT                                                                                       | 新田守男 嵯峨宏紀 中山雄一（Rd.5）                                                            | 8位                       |
| 2014年 | No.30  | IWASAKI apr GT-R                                                                                             | 岩崎祐貴 影山正美 東徹次郎（Rd.6）                                                            | 30位                      |
| 2014年 | No.31  | OGT Panasonic PRIUS                                                                                          | 新田守男 嵯峨宏紀 中山雄一（Rd.6）                                                            | 8位                       |
| 2015年 | No.30  | NetMove GT-R                                                                                                 | 小泉洋史 岩崎祐貴 影山正美（Rd.2）                                                            | NC                        |
| 2015年 | No.31  | TOYOTA PRIUS apr GT                                                                                          | 嵯峨宏紀 中山雄一 佐々木孝太（Rd.2,5）                                                        | 3位                       |
| 2016年 | No.30  | TOYOTA PRIUS apr GT                                                                                          | 永井宏明 佐々木孝太                                                                           | 24位                      |
| 2016年 | No.31  | TOYOTA PRIUS apr GT                                                                                          | 嵯峨宏紀 中山雄一                                                                             | 2位                       |
| 2017年 | No.30  | TOYOTA PRIUS apr GT                                                                                          | 永井宏明 佐々木孝太                                                                           | NC                        |
| 2017年 | No.31  | TOYOTA PRIUS apr GT                                                                                          | 嵯峨宏紀 久保凜太郎                                                                           | 15位                      |
| 2018年 | No.30  | TOYOTA PRIUS apr GT                                                                                          | 永井宏明 佐々木孝太（Rd.1-5） → 織戸学（Rd.5-8）                                              | NC                        |
| 2018年 | No.31  | TOYOTA PRIUS apr GT                                                                                          | 嵯峨宏紀 平手晃平                                                                             | 3位                       |
| 2019年 | No.30  | TOYOTA GR SPORT PRIUS PHV apr GT                                                                             | 永井宏明 織戸学 小高一斗（Rd.2,5）                                                            | NC                        |
| 2019年 | No.31  | TOYOTA GR SPORT PRIUS PHV apr GT                                                                             | 嵯峨宏紀 中山友貴                                                                             | NC                        |
| 2020年 | No.30  | TOYOTA GR SPORT PRIUS PHV apr GT                                                                             | 永井宏明 織戸学                                                                               | 29位                      |
| 2020年 | No.31  | TOYOTA GR SPORT PRIUS PHV apr GT                                                                             | 嵯峨宏紀 中山友貴                                                                             | 18位                      |
| 2021年 | No.30  | TOYOTA GR SPORT PRIUS PHV apr GT                                                                             | 永井宏明 織戸学 上村優太（Rd.2）                                                              | 21位                      |
| 2021年 | No.31  | TOYOTA GR SPORT PRIUS PHV apr GT                                                                             | 嵯峨宏紀 中山友貴                                                                             | 13位                      |
| 2022年 | No.30  | apr GR86 GT                                                                                                  | 永井宏明（Rd.1-4,6-8） 織戸学 平良響（Rd.2,4,5） 上村優太（Rd.5）                             | 19位                      |
| 2022年 | No.31  | apr GR SPORT PRIUS GT                                                                                        | 嵯峨宏紀 中山友貴 小高一斗（Rd.4,5）                                                          | NC                        |
| 2023年 | No.30  | apr GR86 GT                                                                                                  | 永井宏明（Rd.2-4） 織戸学 上村優太（Rd.1,3） 小河諒（Rd.2,4）                                 |                           |
| 2023年 | No.31  | apr LC500h GT                                                                                                | 嵯峨宏紀 小高一斗 根本悠生（Rd.2-4）                                                          |                           |

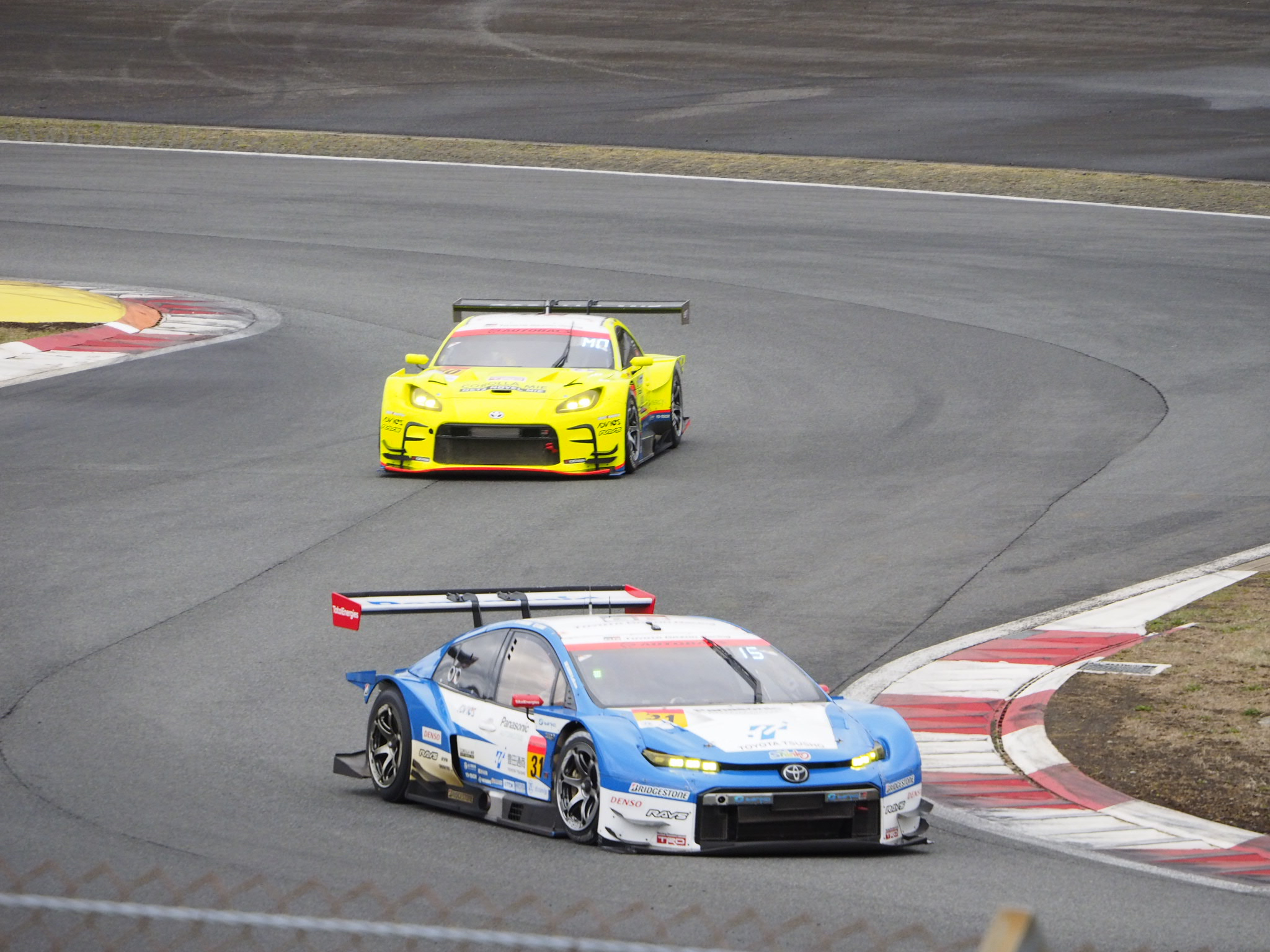
2022年シーズンのマシン2台
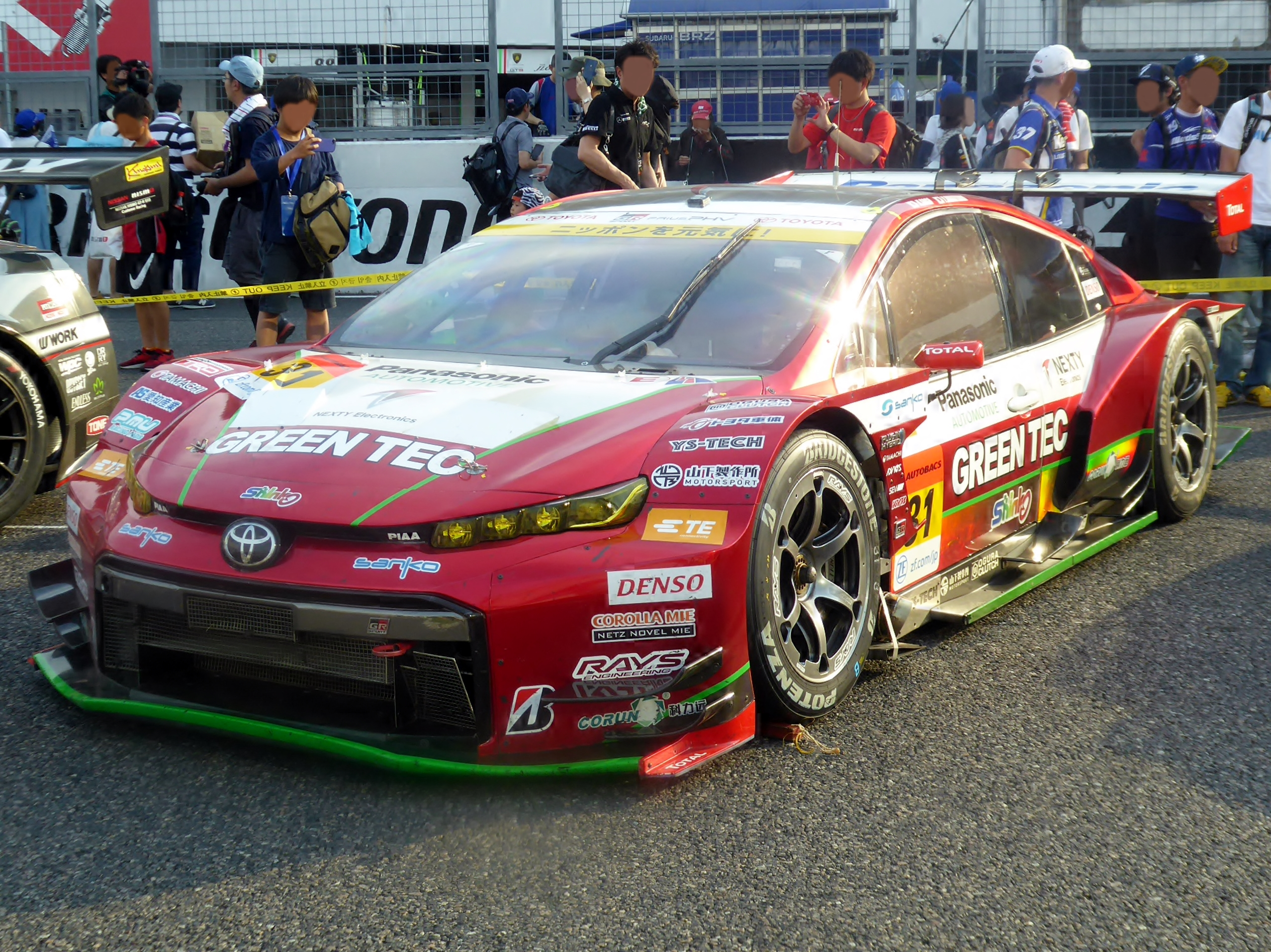
TOYOTA GR SPORT PRIUS PHV apr GT（2019年）
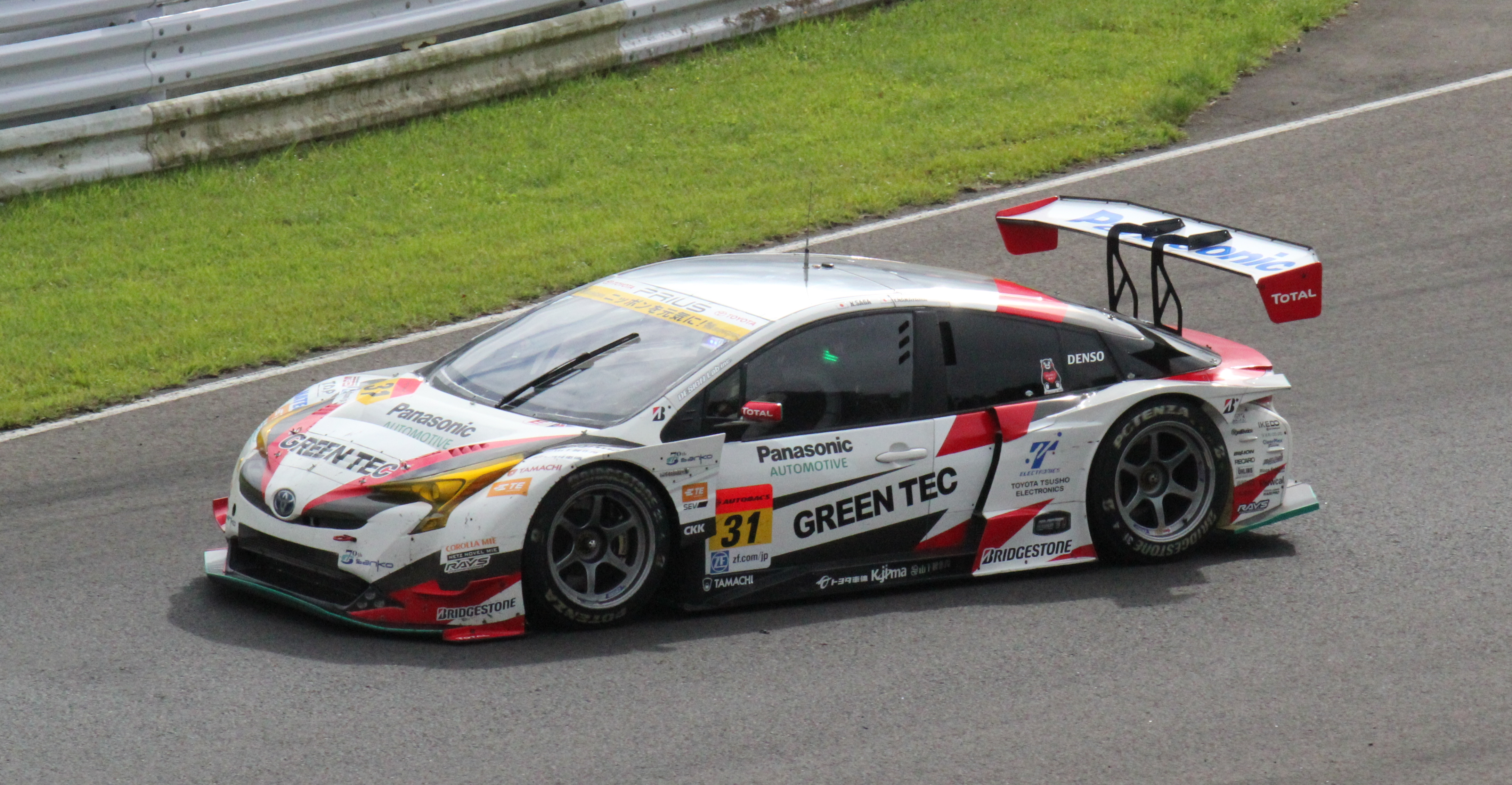
TOYOTA PRIUS apr GT（2016年）
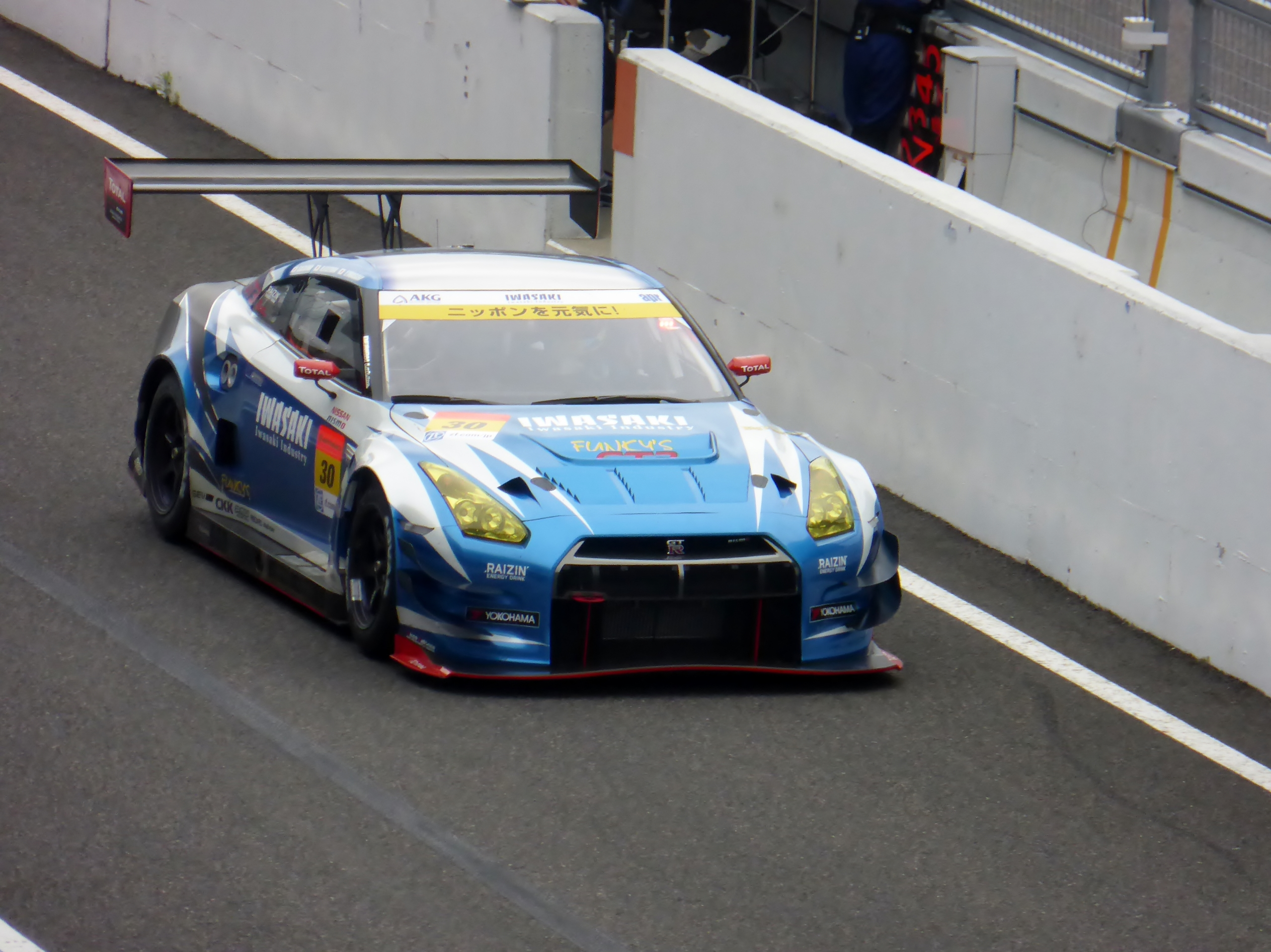
IWASAKI apr GT-R（2014年）
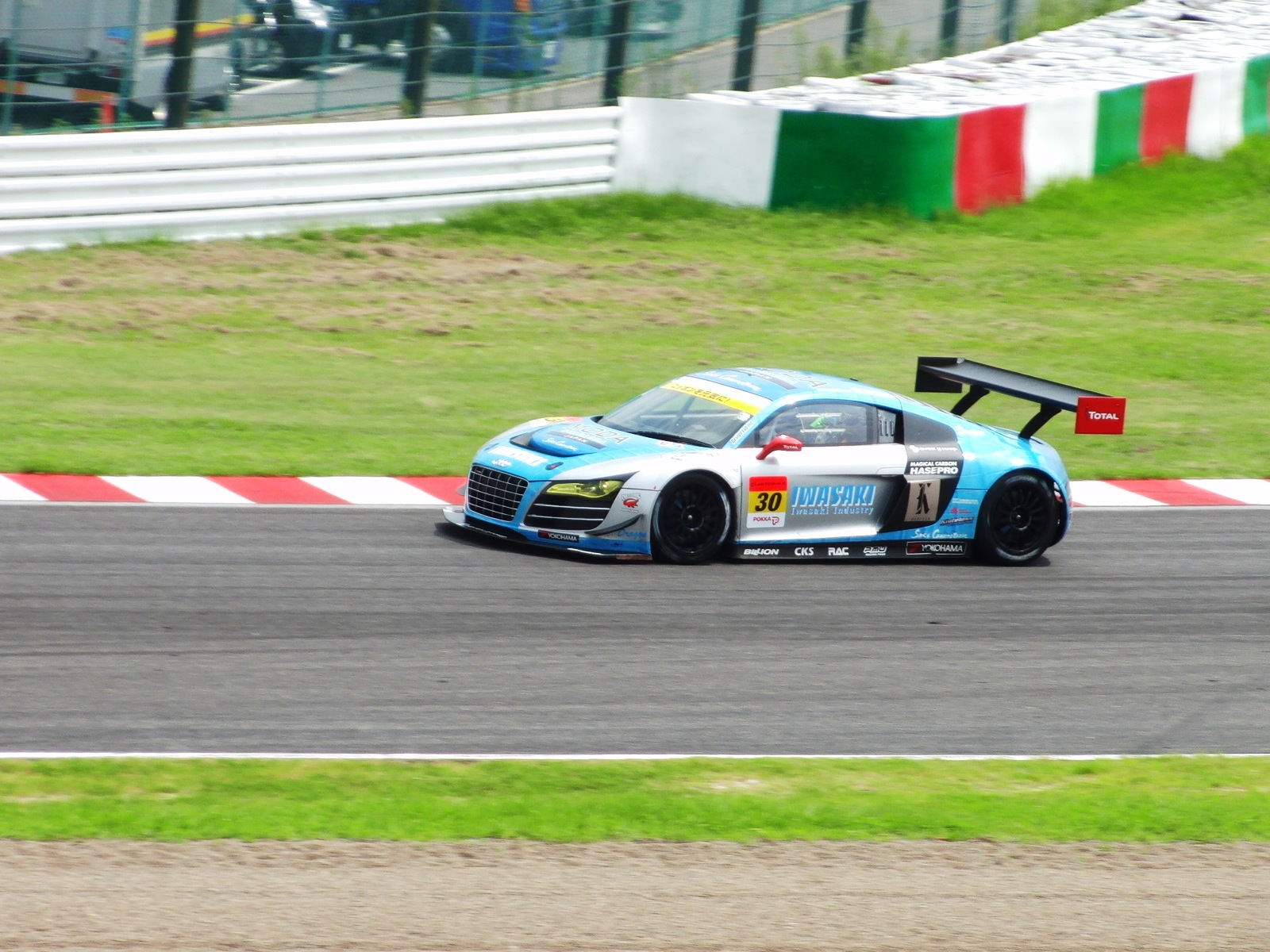
IWASAKI MODA マッドクロック apr R8（2012年）
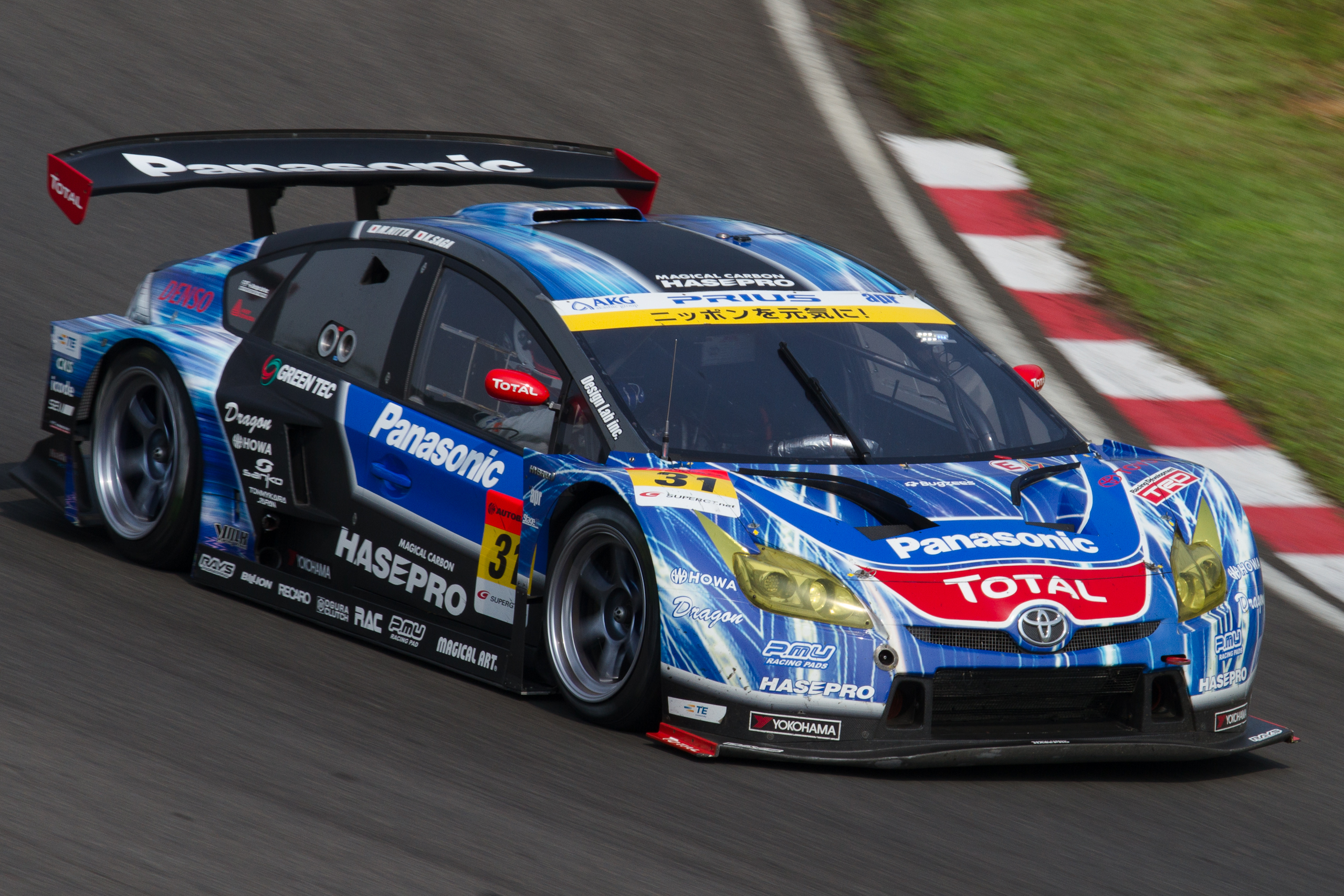
apr HASEPRO PRIUS GT（2012年）
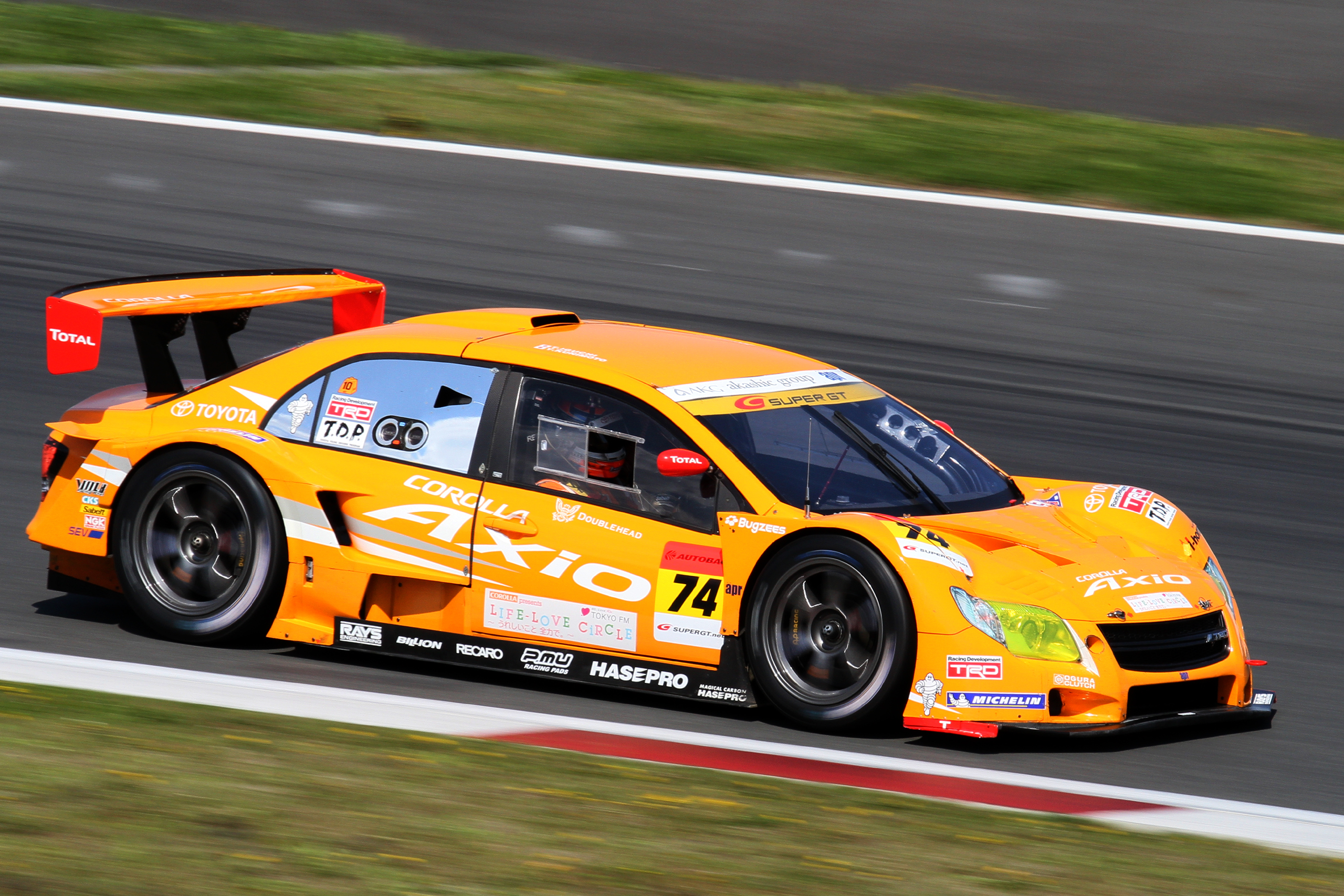
COROLLA Axio apr GT（2010年）
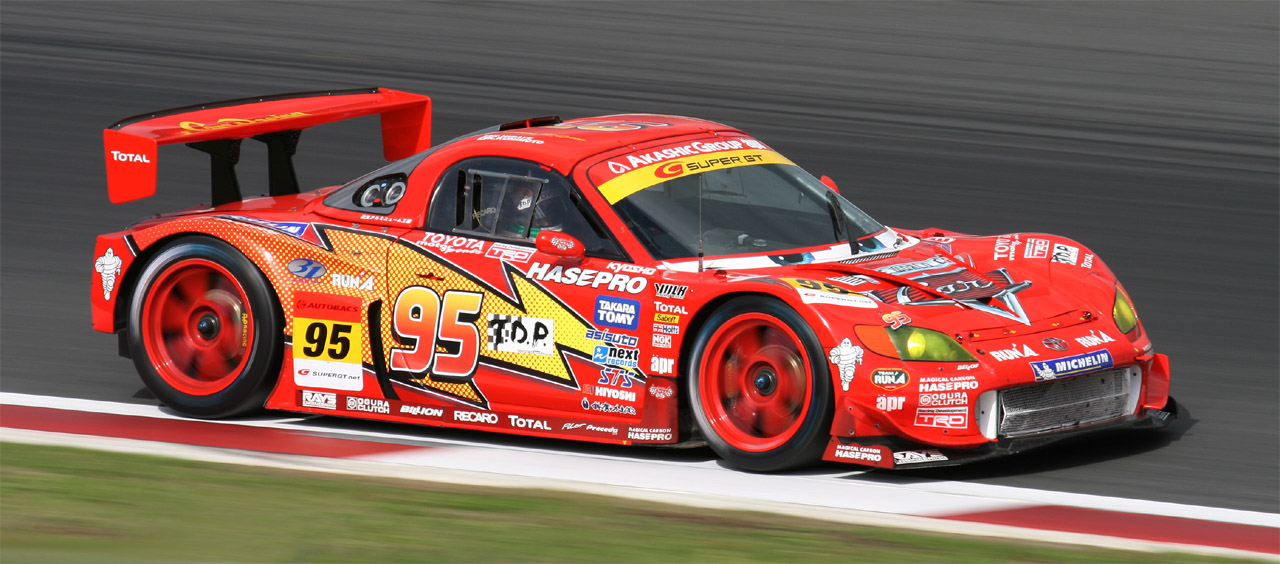
ライトニングマックイーン apr MR-S（2008年）
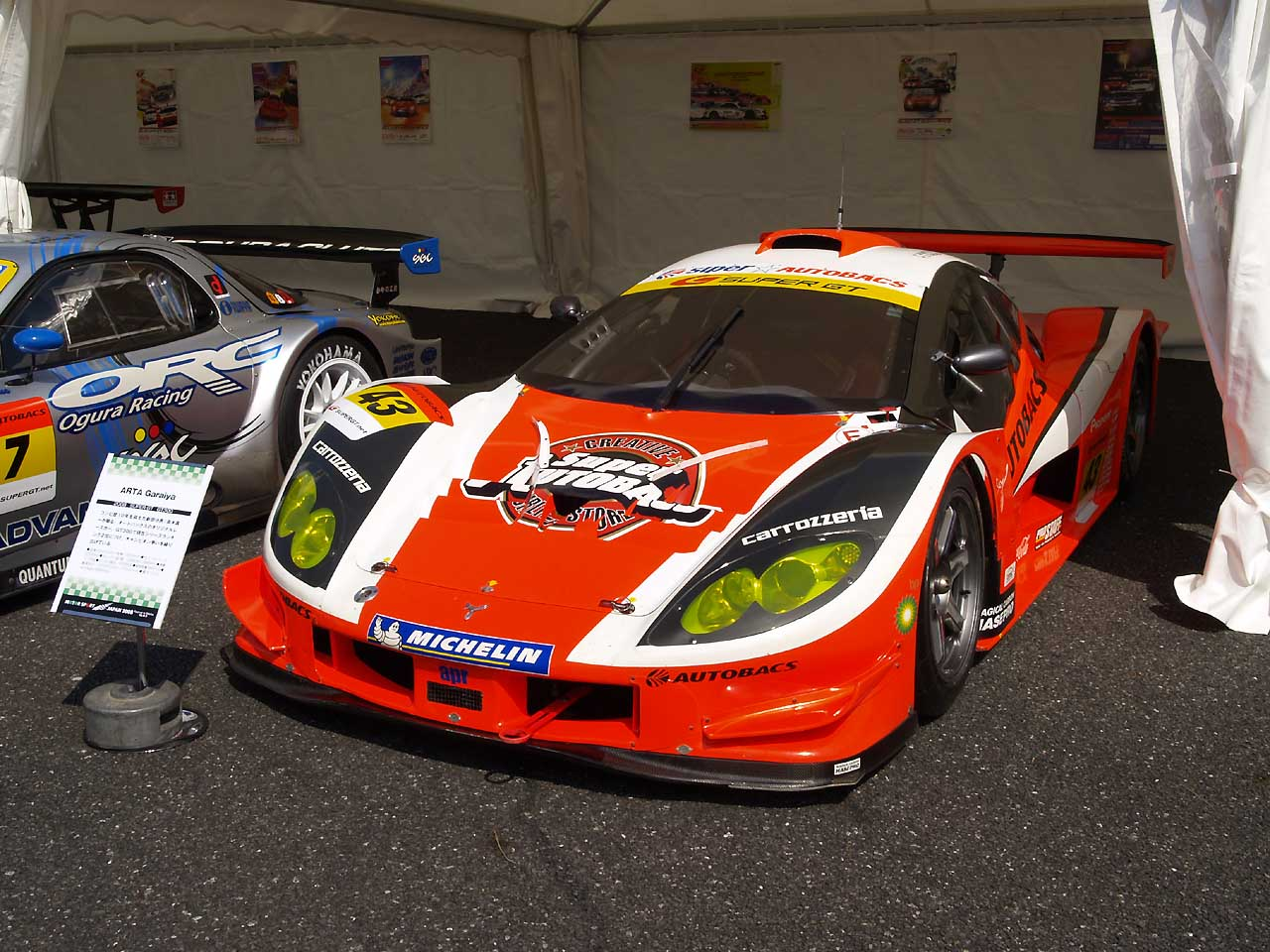
ARTA Garaiya（2008年）

## 社名の由来
元々自動車チューニングパーツメーカーであるアペックスのレース部門（現在は完全分社化）であったことから、アペックスレーシングを略して「apr」となった。
分社化以降は、ポールポジション(pole position)の“p”とレーシング(racing)の“r”に電話帳の英字検索で最初のほうにくるようにと頭文字に“a”が添付された、と説明されている（ちなみに考案者は新田守男）。